# Commission du développement régional
Ne doit pas être confondu avec Commission du développement.
La Commission du développement régional (REGI) est l'une des 22 commissions et sous-commissions du Parlement européen. La commission est présidée par Younous Omarjee (GUE/NGL) depuis le 10 juillet 2019.  
La Commission du développement régional est responsable de la politique régionale et de cohésion de l'UE, elle coordonne généralement les différents fonds structurels de l'UE et évalue les impacts des autres politiques de l'Union européenne sur la cohésion économique et sociale des régions et accorde une attention particulière aux zones de la périphérie géographique de l'UE.  Le travail de cette commission couvre la négociation du budget de la politique de cohésion, ou "politique régionale" de l'Union européenne, et les règles d'utilisation des fonds structurels, en codécision avec le Conseil.  
Entre 2014 et 2020, le budget de la politique de cohésion s'élevait à 351.8 milliards, soit un tiers du budget communautaire.    
Elle maintient les relations du Parlement européen avec le Comité des régions, les organisations de coopération interrégionale et les autorités locales et régionales, y compris les villes. 

## Politique de cohésion
La politique de cohésion économique, sociale et territoriale, telle que définie par le traité sur le fonctionnement de l'Union européenne (TFUE), vise "le développement harmonieux de l'ensemble de la Communauté" et fixe comme exigence la réduction de "l'écart entre les niveaux de développement des diverses régions".  
Pour cela, elle opère des transferts de ressources, notamment sous forme de cofinancement de projets, de manière à stimuler la croissance et la compétitivité des régions.  
L'objectif poursuivi est la mise en œuvre de la Stratégie Europe 2020 de l'Union européenne pour "une croissance intelligente, durable et inclusive" dans les domaines de l'emploi, l'innovation, le changement climatique, l'éducation et la lutte contre la pauvreté.  

### Le Fonds européen de développement régional (FEDER)
Les investissements du FEDER se focalisent sur l'innovation et la recherche, la stratégie numérique, le soutien aux petites et moyennes entreprises (PME) ou encore l'économie bas carbone. 

### Le Fonds de cohésion
Le Fonds de cohésion opère des investissements dans le financement des réseaux transeuropéens de transport prioritaire et des principaux projets d'infrastructure environnementale. 

### Le Fonds social européen (FSE)
Le FSE finance des projets liés à l'emploi, à la formation, à l'apprentissage et à l'inclusion sociale. 

## Membres

### 2009-2014
Membres-clés
| Nom                  | Position au sein de la commission | Pays      | Groupe politique |
| -------------------- | --------------------------------- | --------- | ---------------- |
| Danuta Hübner        | Présidente                        | Pologne   | PPE              |
| Geórgios Stravakákis | Vice-président                    | Grèce     | S&D              |
| Markus Pieper        | Vice-président                    | Allemagne | PPE              |
| Filiz Hyusmenova     | Vice-présidente                   | Bulgarie  | ALDE             |
| Michális Tremópoulos | Vice-président                    | Grèce     | Verts/ALE        |

### 2014-2019
Membres-clés
| Nom              | Position au sein de la commission | Pays      | Groupe politique |
| ---------------- | --------------------------------- | --------- | ---------------- |
| Iskra Mihaylova  | Présidente                        | Bulgarie  | ALDE             |
| Younous Omarjee  | Vice-président                    | France    | GUE/NGL          |
| Joachim Zeller   | Vice-président                    | Allemagne | PPE              |
| Pascal Arimont   | Vice-présidente                   | Belgique  | PPE              |
| Andrea Cozzolino | Vice-président                    | Italie    | S&D              |

### 2019-2024
Membres-clés
| Nom                      | Position au sein de la commission | Pays     | Groupe politique |
| ------------------------ | --------------------------------- | -------- | ---------------- |
| Younous Omarjee          | Président                         | France   | GUE/NGL          |
| Krzysztof Hetmann        | 1er Vice-Président                | Pologne  | PPE              |
| Cristian Ghinea          | 2e Vice-Président                 | Roumanie | Renew            |
| Adrian-Dragoş Benea      | 3e Vice-Président                 | Roumanie | S&D              |
| Isabel Benjumea Benjumea | 4e Vice-Président                 | Espagne  | PPE              |